# Dethalbum II
Dethalbum II — второй альбом дэт-метал группы Dethklok, из мультсериала Metalocalypse, издан в 2009 году. Альбом содержит полные версии песен, прозвучавших во втором сезоне сериала, а также ранее нигде не звучавшую композицию №9.

## Список композиций
| №   | Название                                                | Длительность |
| --- | ------------------------------------------------------- | ------------ |
| 1.  | «Bloodlines»                                            | 3:30         |
| 2.  | «The Gears»                                             | 4:21         |
| 3.  | «Burn the Earth»                                        | 3:59         |
| 4.  | «Laser Cannon Deth Sentence»                            | 4:35         |
| 5.  | «Black Fire Upon Us»                                    | 5:40         |
| 6.  | «Dethsupport»                                           | 2:42         |
| 7.  | «The Cyborg Slayers»                                    | 4:16         |
| 8.  | «I Tamper with the Evidence at the Murder Site of Odin» | 4:30         |
| 9.  | «Murmaider II: The Water God»                           | 5:43         |
| 10. | «Comet Song»                                            | 3:48         |
| 11. | «Symmetry»                                              | 4:31         |
| 12. | «Volcano»                                               | 4:18         |

## Участники группы

### Вымышленные
- Нэйтан Эксплоужен (англ. Nathan Explosion)  — ведущий вокалист
- Сквизгаар Сквигельф (англ. Skwisgaar Skwigelf) — соло- и ритм-гитара
- Токи Вортуз (англ. Toki Wartooth) — ритм-гитара
- Пиклз (англ. Pickles) — ударные, бэк-вокал
- Вильям Мёрдерфейс (англ. William Murderface) — бас-гитара

### Настоящие
- Брендон Смолл — вокалист, гитара, бас-гитара, клавишные
- Джин Хоглан — ударные